# Nick Dempsey
Nicholas Charles „Nick“ Dempsey (* 13. August 1980 in Norwich) ist ein ehemaliger britischer Windsurfer.

## Erfolge
Nick Dempsey nahm fünfmal an Olympischen Spielen teil. 2000 belegte er in Sydney in der Bootsklasse Mistral zunächst nur den 16. Platz, ehe er vier Jahre darauf in Athen Dritter wurde. Mit seinem Sieg im letzten Rennen verbesserte er sich noch von Rang vier auf Rang drei und gewann damit hinter Gal Fridman und Nikolaos Kaklamanakis die Bronzemedaille. 2008 verpasste er in Peking als Vierter in der Bootsklasse RS:X knapp einen weiteren Medaillengewinn. Nach zehn Rennen lag er gleichauf mit Tom Ashley einen Punkt hinter Julien Bontemps, fiel nach einem siebten Rang jedoch noch hinter die Podiumsplätze zurück. Bei den Olympischen Spielen 2012 in London gewann er ebenso wie auch 2016 in Rio de Janeiro die Silbermedaille hinter Dorian van Rijsselberghe. Beide Male hatte er ebenso einen größeren Vorsprung zum dritten Platz wie auch einen Rückstand zu van Rijsselberghe. Nach den Spielen 2016 beendete er seine Karriere.
Bei Weltmeisterschaften sicherte sich Dempsey 2009 in Weymouth und 2013 in Armação dos Búzios den Titelgewinn. Darüber hinaus gewann er 2012 in Cádiz die Silber- und 2007 in Cascais die Bronzemedaille.
Dempsey war von 2008 bis 2012 mit der Seglerin Sarah Ayton verheiratet.